# バック・ズモフ
"ロックンロール" バック・ズモフ（"Rock 'n' Roll" Buck Zumhofe、本名：Eugene Otto Zumhofe、1951年3月31日 - ）は、アメリカ合衆国の元プロレスラー。ミネソタ州サイラス出身。
ジャンプスーツに身を包んだロックンローラー・ギミックのベビーフェイスとして、地元ミネソタのAWAやテキサス州ダラスのWCCWを主戦場に活動。大型のラジカセを肩に抱え、ロック・ミュージックを大音量で流しながら登場する入場パフォーマンスで人気を集めた。

## 来歴
1973年、バーン・ガニアが主宰していた地元ミネソタのAWAにて、ビル・ロビンソンやコシロ・バジリのトレーニングを受けてデビュー。ベビーフェイスのジョブ・ボーイとして、ヒールのメインイベンターのジョバーを務めてキャリアを積んだ。1970年代後半は太平洋岸北西部のパシフィック・ノースウエスト・レスリングにも時折出場し、ロディ・パイパーとも幾度となく対戦している。1980年5月には全日本プロレスの『スーパー・パワー・シリーズ』に初来日。シングルマッチでは若手時代の大仁田厚から勝利を収めた。
以降もAWAを活動の拠点に、1980年代に入るとロックンローラー・ギミックを確立してジョバーのポジションを脱し、トレードマークのラジカセを破壊した悪党マネージャーのボビー・ヒーナンと抗争。大ベテランのマッドドッグ・バションやクラッシャー・リソワスキーともタッグを組み、1982年には当時AWAで人気沸騰中だったハルク・ホーガンのパートナーとなって、ヒーナン・ファミリーのニック・ボックウィンクル、ケン・パテラ、ボビー・ダンカンとの軍団抗争にも加わった。1983年6月19日にはマイク・グラハムを破り、AWA世界ライトヘビー級王座を獲得している。
1984年より、フリッツ・フォン・エリックが主宰していたテキサス州ダラスのWCCWに参戦。黒人レスラーのアイスマン・キング・パーソンズをパートナーに、ロックン・ソウル（Rock 'n' Soul）なるタッグチームを結成し、同年5月6日にスーパー・デストロイヤー1号&2号からNWAアメリカン・タッグ王座を奪取。ファビュラス・フリーバーズのマイケル・ヘイズ、テリー・ゴディ、バディ・ロバーツとも抗争を展開した。1985年2月4日には、前王者ビリー・ジャック・ヘインズの負傷による返上で空位となっていたTV王座をリップ・オリバーと争った。
主戦場のAWAでは1985年11月28日にスティーブ・リーガルを破り、AWA世界ライトヘビー級王座を再び獲得。1986年4月20日にミネアポリスのメトロドームで開催された "WrestleRock 86" では、アメリカ遠征中だったタイガーマスクと対戦している。しかし1986年7月、性犯罪事件を起こして投獄され、タイトルを剥奪された。
その後、1990年8月11日にAWA世界ライトヘビー級王座への3度目の戴冠を果たすも、翌年にAWAは活動を停止。以降、1990年代はWWFに出場したが、ロックンローラーのギミックは与えられず、キャリア初期と同じくジョバーのポジションだった。1995年4月末には、ハンター・ハースト・ヘルムスリーことトリプルHのWWFデビュー戦のジョバーを務めている。
2000年代にはプロモーターとして、ロックンロール・レスリング（Rock & Roll Wrestling）なるインディー団体を主宰、ミネソタを中心とする中西部において興行を手掛けた。2011年3月26日にはHOW（Heavy On Wrestling）のミネソタ州ダルースでのイベントにおいて、彼のギミックをヒール・バージョンで受け継いだホンキー・トンク・マンと対戦した。
2014年、1999年当時15歳だった家族の女性に、2011年までの長期にわたり性的虐待を加えたことで25年間の刑が言い渡された。

## 得意技
- スウィング・スプラッシュ
- ドロップキック
- アーム・ドラッグ
- クロス・ボディ

## 獲得タイトル
アメリカン・レスリング・アソシエーション
- AWA世界ライトヘビー級王座：3回[8]

ワールド・クラス・チャンピオンシップ・レスリング
- NWAアメリカン・タッグ王座：2回（w / キング・パーソンズ）[10]